# Teen Beach Movie
Teen Beach Movie is een Amerikaanse Disneyfilm die op 19 juli 2013 in première ging op Disney Channel. De film werd gefilmd in Puerto Rico.
De film kreeg een vervolg met Teen Beach 2, dat op 26 juni 2015 in première ging.
In augustus 2013 ging de film in Nederland en België in première, en op 30 augustus 2015 ging het vervolg in Nederland in première.

## Verhaal
De film gaat over Mack en Brady die surfen op zee, totdat er een storm opsteekt en ze belanden in het fictieve universum van Brady's favoriete film Wet Side Story in een hele andere tijd. Ze ontmoeten hun favoriete personages, maar ze mogen geen aandacht trekken, want anders verandert de hele film. Een schurk wil de zee stil leggen zodat de surfers en bikers weg gaan, maar Mack en Brady moeten hem tegenhouden zodat ze weer naar hun eigen tijd kunnen. Uiteindelijk raken ze weer terug in hun eigen wereld.

## Rolverdeling
- Ross Lynch als Brady
- Maia Mitchell als McKenzie
- Grace Phipps als Lela
- Garrett Clayton als Tanner
- John DeLuca als Butchy
- Chrissie Fit als Cheechee
- Suzanne Cryer als Aunt Antoinette
- Barry Bostwick als Big Poppa
- Kevin Chamberlin als Dr. Fusion
- Steve Valentine als Les Camembert
- Jordan Fisher als Seacat
- Kent Boyd als Rascal
- Mollee Gray als Giggles
- William Loftis als Lugnut
- Jessica Lee Keller als Struts
- Lavon Fischer-Wilson als Big Momma

## Liedjes
- Oxygen gezongen door Maia Mitchell
- Surf Crazy gezongen door Garrett Clayton en Keely Hawkes
- Cruisin' for a Bruisin gezongen door Ross Lynch, John DeLuca, Grace Phipps en de cast van Teen Beach Movie
- Falling for Ya gezongen door Grace Phipps
- Meant to Be gezongen door Ross Lynch, Garrett Clayton, Maia Mitchell en Grace Phipps
- Like Me gezongen door Maia Mitchell, Ross Lynch, Grace Phipps en Garrett Clayton
- Meant to Be (Reprise 1) gezongen door Garrett Clayton en Grace Phipps
- Can't Stop Singing gezongen door Ross Lynch en Maia Mitchell
- Meant to Be (Reprise 2) gezongen door Ross Lynch en Maia Mitchell
- Surf's Up gezongen door Ross Lynch, Maia Mitchell en de cast van Teen Beach Movie
- Coolest Cats in Town gezongen door Grace Phipps, Garrett Clayton en Jason Evigan
- Surf Crazy Finale gezongen door de cast van Teen Beach Movie
- Cruisin' for a Bruisin gezongen door Teen Beach Movie Karaoke
- Falling For Ya gezongen door Teen Beach Movie Karaoke
- Surf's Up gezongen door Teen Beach Movie Karaoke

## Achtergrond
De film ging op 19 juli 2013 in Amerika, Canada, Engeland en Ierland in première. Op 4 augustus 2013 ging de film in Zuid-Azië in première en op 9 augustus 2013 ging de film op Australië en Nieuw-Zeeland in première.

## Vervolg
Op 27 april 2014 werd een vervolg aangekondigd, Teen Beach 2, dat op 26 juni 2015 in première ging.